# Flock
Flock – nierozwijana już przeglądarka internetowa, pierwotnie oparta na silniku Gecko, a od wersji 3.0 na WebKit.
Flock był przeznaczony głównie dla osób prowadzących blog oraz korzystających z serwisów takich jak del.icio.us czy Flickr. Przeglądarka ta oferowała ułatwienia w pisaniu bloga oraz korzystaniu ze wspomnianych serwisów.
Flock w tłumaczeniu na język polski oznacza: gromadę, zjazd, stado (ptaków), kierdel (owiec), tłum. Flock obecnie jest dostępny w 19 wersjach językowych (w tym także po polsku).

## Silnik
Flock do wersji 3.0 był oparty na silniku Gecko co oznacza, że wyświetlał strony tak samo jak przeglądarka Mozilla Firefox. Od wersji 3.0 jest oparty na projekcie Chromium i silniku WebKit.

## Funkcjonalność
Twórcy przeglądarki starają się zwrócić uwagę na szybkość wczytywania stron w systemie Windows oraz Linux, które ma przewyższać wczytywanie stron www w innych przeglądarkach jak Firefox czy SeaMonkey.
Przeglądarka przeznaczona jest głównie dla społeczności internetowej, gdyż posiada szereg usprawnień w tej dziedzinie, jak narzędzie do ładowania zdjęć na Flickr.com czy funkcję ułatwiającą pisania wiadomości na blogach opartych na silniku: WordPress, Drupal, Blogger.
Przeglądarkę wyposażono również w możliwość czytania serwisów RSS oraz moduł odpowiedzialny za to, wzorując się na zaawansowanych czytnikach RSS
Flock został również wyposażony w możliwość zmieniania skórek, instalacji dodatkowych rozszerzeń (większość z nich jest importowana z dodatków dostępnych dla przeglądarki Firefox), a także w inteligentny system wyszukiwania korzystający z opensource’owego rozwiązania CLucene.

### Snippet
Snippet, w tłumaczeniu dosłownym oznacza „wycinek”, „fragment” – jest to nowa opcja tej przeglądarki, umożliwiająca pisanie notatek, które po kliknięciu na kopertę na dole strony, wyświetli się jako oddzielny, dolny toolbar.
Moduł ten ma również możliwość wysłania naszej notatki jako wpisu na blog.

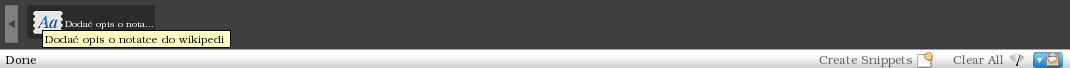
Notatki

## Inne funkcje
Przeglądarka Flock została wyposażona w blokadę wyskakujących okienek, domyślnie Flock blokuje wszystkie wyskakujące okienka – lecz można skonfigurować go poprzez dodawanie zaufanych stron.
Program ma również wbudowany menadżer pobierania, identyczny z tym z przeglądarki Mozilla Firefox, z uwagi na to, że częściowo Flock bazuje na Firefoksie.

## Dodatki

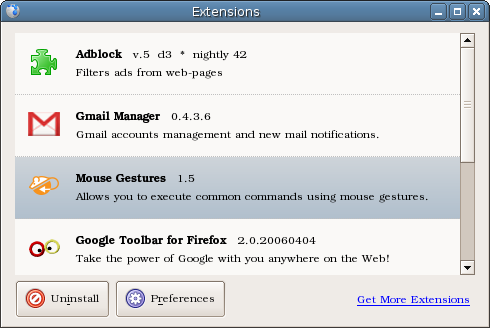
Menadżer rozszerzeń

Funkcjonalność Flocka można zwiększyć poprzez dostępne do niego rozszerzenia, dodatki, które w sposób istotny wpływają na funkcjonalność przeglądarki. Do najpopularniejszych i najbardziej funkcjonalnych z całą pewnością należą Gesty myszy, Google toolbar, AdBlock, Adblock Plus, Flashblock czy Chatzilla, więcej na ten temat w rozdziale Rozszerzenia dla przeglądarki Firefox.
Twórcy przeglądarki zadbali również o konwersję dodatków, który potrafi dostosować instalator dodatku do działania z przeglądarką Flock.

## Rozwój
16 czerwca 2010 roku, zaprezentowana została pierwsza wersja testowa przeglądarki Flock 3. Jednymi z najistotniejszych zmian są: zmiana silnika przeglądarki z Gecko na WebKit, zwiększenie wsparcia dla serwisów facebook i Twitter oraz funkcja synchronizacji danych przeglądarki, takich jak hasła, lista ulubionych witryn czy zainstalowane rozszerzenia.
W styczniu 2011 Flock Inc. został przejęty przez Zynga. Projekt został porzucony, a wsparcie techniczne było oferowane do 26 kwietnia 2011.